# Walther Helberg
Walther Helberg (* 24. Februar 1899 in Hamburg; † 4. August 1991 in Ahrensburg) war ein deutscher Ministerialbeamter.
Er stammte aus einer Hamburger Kaufmannsfamilie und besuchte das dortige Gymnasium. Walter Helberg war nach dem Ersten Weltkrieg zunächst berufstätig und begann erst danach ein Studium an der TH Karlsruhe, das er als Diplomingenieur abschloss. Er trat in die Deutsche Reichsbahn ein und war in den Reichsbahndirektionen Karlsruhe, Freiburg, Berlin und München mit Versuchs- und Bauaufgaben betraut. Weitere berufliche Stationen waren Köln und Bielefeld, bevor er Präsident des Reichsbahn-Zentralamtes sowie Stellvertreter des Generaldirektors der Reichsbahn Fritz Busch wurde.
Helberg war nach der Pensionierung von Fritz Busch vom 1. November 1949 bis 12. Mai 1952 beauftragter Präsident der Deutschen Bundesbahn. Im Anschluss war er von 1952 bis 1964 Präsident der Eisenbahndirektion Hamburg.

## Ehrungen
- 2. Juli 1950: Ehrendoktorwürde (Dr.-Ing. E. h.) der Technischen Universität Braunschweig (auf Antrag der Abteilung für Maschinenwesen)
- 1952: Großes Verdienstkreuz der Bundesrepublik Deutschland